# Чонград-Чанад
Чонград-Чанад (венг. Csongrád-Csanád megye) — вармедье Венгрии, находится в Южном Альфёльде на границе с Сербией и Румынией. Медье Чонград лежит на обоих берегах Тисы. Граничит с медье Бач-Кишкун, Яс-Надькун-Сольнок и Бекеш. Административный центр — Сегед.

## Состав
В Чонград-Чанаде 2 города с правами медье, 8 городов, 7 крупных и 43 обычные деревни.
Как и большинство равнинных медье, в Чонград-Чанаде разделён на относительно небольшое число муниципалитетов. 72,5 % населения живёт в городах, что делает Чонград-Чанад одним из наиболее урбанизированных медье в Венгрии.
Города с правами медье (сортировка по населению в соответствии с перееписью 2011 года)
- Сегед (168 048) — административный центр
- Ходмезёвашархей (46 047)

Города
- Сентеш (28 509)
- Мако (23 683)
- Чонград (17 242)
- Шандорфальва[англ.] (7871)
- Киштелек (7103)
- Миндсент[англ.] (6914)
- Морахалом (5804)
- Чанадпалота[англ.] (2923)

Деревни
- Альдьё[англ.]
- Амброзфальва[англ.]
- Апатфальва[англ.]
- Арпадхалом[англ.]
- Ашотхалом
- Бакш[англ.]
- Балаштья[англ.]
- Бордань[англ.]
- Дерекедьхаз[англ.]
- Деск[англ.]
- Домасек[англ.]
- Доц[англ.]
- Заканьсек[англ.]
- Иллеш[англ.]
- Кирайхедьеш[англ.]
- Кисомбор[англ.]
- Кларафальва[англ.]
- Кюбекхаза[англ.]
- Кёведь[англ.]
- Мадьярчанад[англ.]
- Марошлеле[англ.]
- Мартей[англ.]
- Надьер[англ.]
- Надьлак
- Надьмагоч[англ.]
- Надьтёке[англ.]
- Опустасер[англ.]
- Офёдеак[англ.]
- Питварош[англ.]
- Пустамергеш[англ.]
- Пустасер[англ.]
- Руса[англ.]
- Рёске[англ.]
- Сатьмаз[англ.]
- Сегвар[англ.]
- Секкутас[англ.]
- Сомбо[англ.]
- Тисасигет[англ.]
- Тёмёркень[англ.]
- Уйсентиван[англ.]
- Фабианшебештьен[англ.]
- Фельдьё[англ.]
- Ференцсаллаш[англ.]
- Форрашкут[англ.]
- Фёльдеак[англ.]
- Чанадальберти[англ.]
- Чаньтелек[англ.]
- Ченгеле[англ.]
- Эперьеш[англ.]
- Эттёмёш[англ.]

## Административно-территориальное деление

### Деление на яраши
С 15 июля 2013 года в Венгрии вступило в силу разделение медье на яраши вместо устаревших районов (киштершегов).
| № | Яраш                                                     | Административный центр | Общин | Общин   | Население | Площадь | Плотность | Карта |
| № | Яраш                                                     | Административный центр | Всего | Городов | Население | Площадь | Плотность | Карта |
| - | -------------------------------------------------------- | ---------------------- | ----- | ------- | --------- | ------- | --------- | ----- |
| 1 | Чонградский яраш (венг. Csongrádi járás)                 | Чонград                | 4     | 1       | 22 633    | 339,24  | 67        |       |
| 2 | Ходмезёвашархейский яраш (венг. Hódmezővásárhelyi járás) | Ходмезёвашархей        | 4     | 2       | 56 902    | 707,77  | 80        |       |
| 3 | Киштелекский яраш (венг. Kisteleki járás)                | Киштелек               | 6     | 1       | 18 152    | 410,20  | 44        |       |
| 4 | Макоский яраш (венг. Makói járás)                        | Мако                   | 15    | 2       | 44 481    | 688,85  | 65        |       |
| 5 | Морахаломский яраш (венг. Mórahalmi járás)               | Морахалом              | 10    | 1       | 29 535    | 561,71  | 53        |       |
| 6 | Сегедский яраш (венг. Szegedi járás)                     | Сегед                  | 13    | 2       | 206 605   | 741,10  | 279       |       |
| 7 | Сентешский яраш (венг. Szentesi járás)                   | Сентеш                 | 8     | 1       | 41 058    | 813,84  | 50        |       |

### Деление на районы
Деление медье на районы (киштершеги) устарело с 15 июля 2013 года. Данные этой таблицы представляют лишь исторический интерес.
В состав медье входили семь районов.
| Район                                                         | Админ. центр    | Площадь (км²) | Жителей | Общин |
| ------------------------------------------------------------- | --------------- | ------------- | ------- | ----- |
| Киштелекский район (венг. Kisteleki kistérség)                | Киштелек        | 410,20        | 19 387  | 6     |
| Макоский район (венг. Makói kistérség)                        | Мако            | 703,74        | 49 696  | 17    |
| Морахаломский район (венг. Mórahalomi kistérség)              | Морахалом       | 534,82        | 26 212  | 9     |
| Сегедский район (венг. Szegedi kistérség)                     | Сегед           | 753,10        | 201 602 | 12    |
| Сентешский район (венг. Szentesi kistérség)                   | Сентеш          | 813,84        | 44 320  | 8     |
| Чонградский район (венг. Csongrádi kistérség)                 | Чонград         | 339,24        | 24 678  | 4     |
| Ходмезёвашархейский район (венг. Hódmezővásárhelyi kistérség) | Ходмезёвашархей | 707,77        | 58 954  | 4     |

## Виноделие
Западнее Сегеда расположен винодельческий регион Чонград — один из 22 винодельческих регионов Венгрии, часть Альфёльда. Песчаные почвы здесь перемежаются лёссовыми=== Климат === характеризуется резкими перепадами температуры.
В Чонграде производят довольно крепкие красные и белые вина, которые специалистами оцениваются как весьма средние по качеству.